# 三田誠
三田誠（日语：／ Sanda Makoto，1977年—），日本遊戲設計師、輕小說作家。目前住在兵庫縣。

## 經歷
以前隸屬於Group SNE，現在則是自由作家。以參加第五屆龍皇杯（富士見書房）。
與同為輕小說作家的成田良悟感情很好。

## 作品列表

### 富士見Fantasia文庫
- 短篇集
- SCAR/EDGE
- 創神與喪神的召喚之戰

### 角川Sneaker文庫
- （原案：安田均）
- 魔法人力派遣公司
- 十字架×王之證

### GA文庫
- 神曲奏界短篇

### 講談社NOVELS
- 幻人但丁

### TYPE-MOON BOOKS
- 艾梅洛閣下II世事件簿
- 君主·埃尔梅罗二世历险记

### 漫畫原作
- Bestia （作畫：有坂あこ、構成：、連載中）
- （作畫：川崎宙、休刊）
- 魔法使的新娘 詩篇.108 魔術師之青（作畫：、原作：、連載中）
- 艾梅洛閣下II世事件簿（作畫：東冬）

## 外部連結
- 三田誠的X（前Twitter）